# Битка код Брајића
Битка код Брајића (18. јула 1941), победа црногорских партизана над Италијанима током Тринаестојулског устанка у Црној Гори.

## Позадина
Дана 18. јула 1941. италијанска колона од 20 камиона, 5 тенкова и 7 мотоцикала кренула је из Будве за Цетиње, у намери да ослободи тај пут који су партизани били запосели на више места. Претходно је италијанска авијација бомбардовала и митраљирала насеља дуж пута. Код села Стојановића једна партизанска група поставила је препреку на путу, зауставила колону и обасула је ватром из заседе, а потом се повукла. За одмазду, Италијани су спалили села Стојановић и Мартиновиће, а затим уз појачано обезбеђење наставили покрет.

## Битка
На путу, североисточно од села Брајићи, око 60 партизана је из заседе изненада напало италијанску колону. Партизани су изазвали панику у колони и после кратке борбе је разбили. Остаци колоне повукли су се уз подршку једне ескадриле авиона и бродске артиљерије из Будве, али су поново нападнути бочном ватром код села Стојановића.

## Последице
Према сопственом извештају, Италијани су у тим борбама имали 220 погинулих, рањених и несталих. Уз то, партизани су уништили 12 камиона и 1 тенк, а запленили 4 митраљеза, 2 минобацача и преко 200 пушака. Партизани су изгубили само једног погинулог и једног рањеног борца.